# Conferenza di Londra (1912-1913)

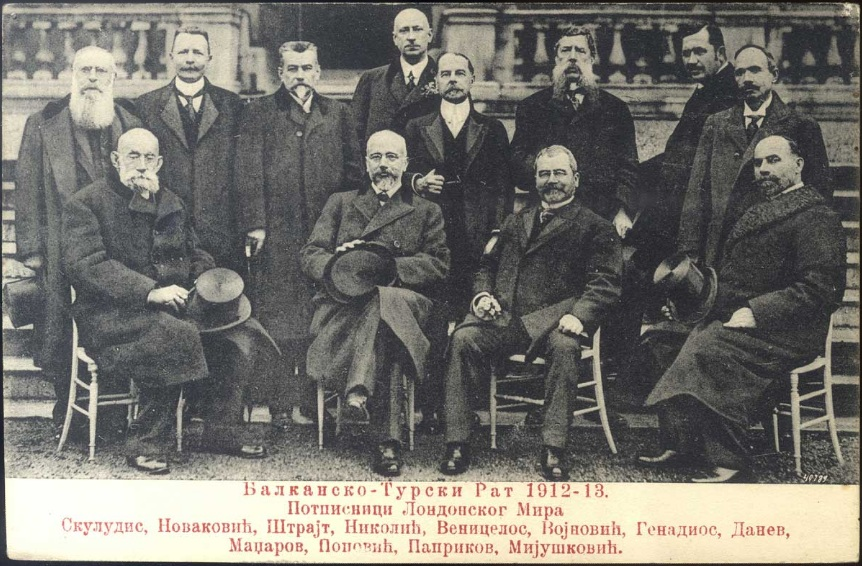
Delegati della Conferenza di Londra

La Conferenza di Londra del 1912-1913, nota anche come Conferenza di pace di Londra o Conferenza degli ambasciatori, fu un vertice internazionale delle sei grandi potenze di quel tempo (Gran Bretagna, Francia, Germania, Austria-Ungheria, Russia e Italia) convocato nel dicembre 1912 a causa dei successi degli eserciti della Lega dei Balcani contro l'Impero ottomano nella Prima guerra dei Balcani. In particolare, la conferenza intendeva arbitrare tra le potenze in conflitto ciò che riguardava le acquisizioni territoriali, e anche determinare il futuro dell'Albania, la cui indipendenza fu proclamata durante il conflitto.

## Storia
Il 3 dicembre 1912 era stato firmato un armistizio per porre fine alla prima guerra balcanica. Alla Conferenza di pace di Londra parteciparono quei delegati degli alleati balcanici (Grecia compresa) che non avevano firmato il precedente armistizio, così come l'Impero ottomano.

La conferenza iniziò nel settembre 1912 al St James's Palace sotto la presidenza di Sir Edward Gray. Ulteriori sessioni della conferenza furono avviate il 16 dicembre 1912, ma terminarono il 23 gennaio 1913, quando ebbe luogo il colpo di stato ottomano del 1913 (noto anche come Raid alla Sublime Porta). Il leader del colpo di stato Enver Pasha ritirò l'Impero ottomano dalla Conferenza.

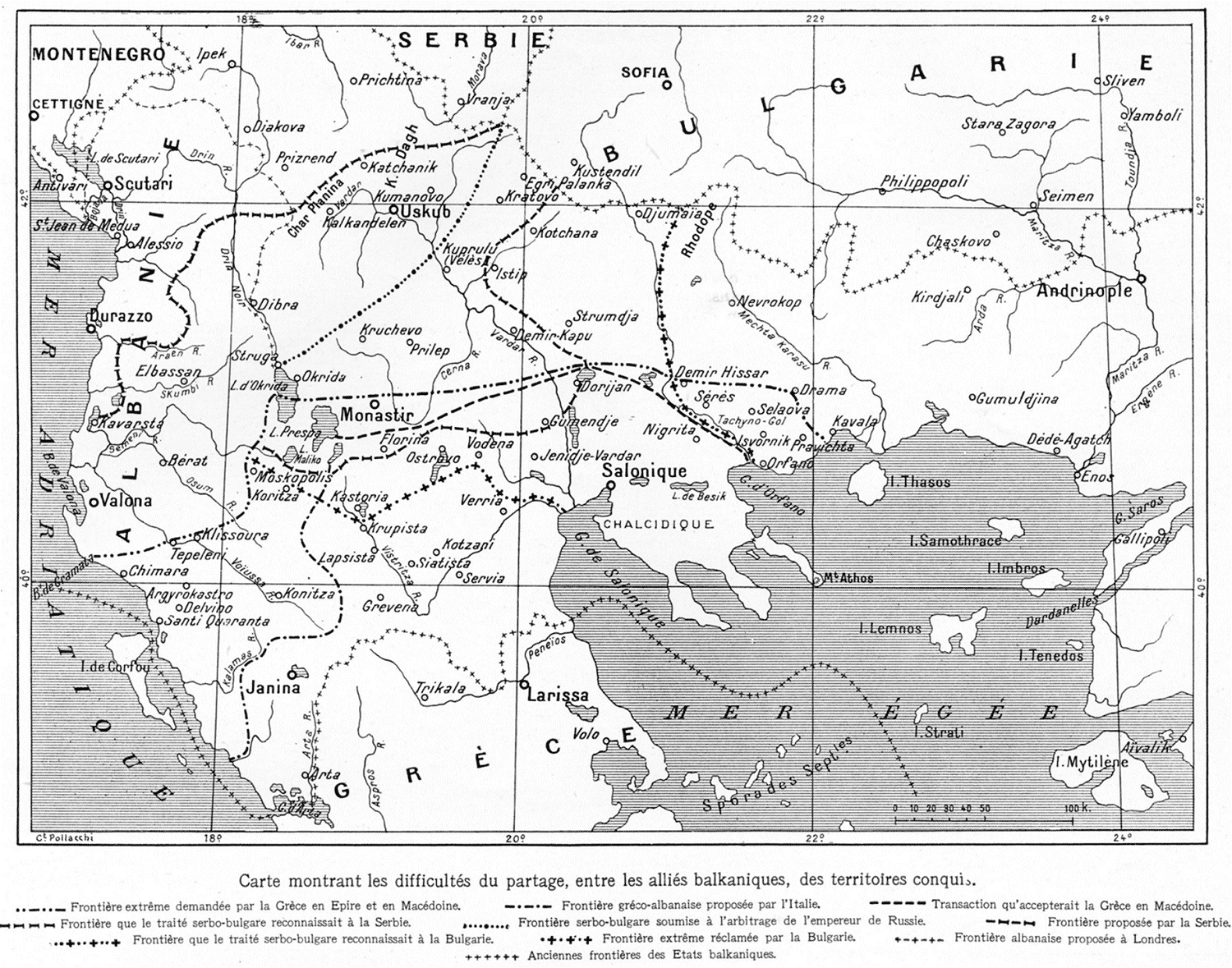
Rivendicazioni e proposte territoriali rivali durante la Conferenza

Il 30 maggio 1913, senza la presenza dell'Impero ottomano, la conferenza firmò il Trattato di Londra (1913), un accordo in base al quale l'Impero ottomano avrebbe rinunciato a tutto il territorio a ovest della linea Enos-Midia. Dopo molte discussioni, gli ambasciatori raggiunsero una decisione formale il 29 luglio 1913, per stabilire il Principato d'Albania come uno stato sovrano indipendente dall'Impero ottomano.

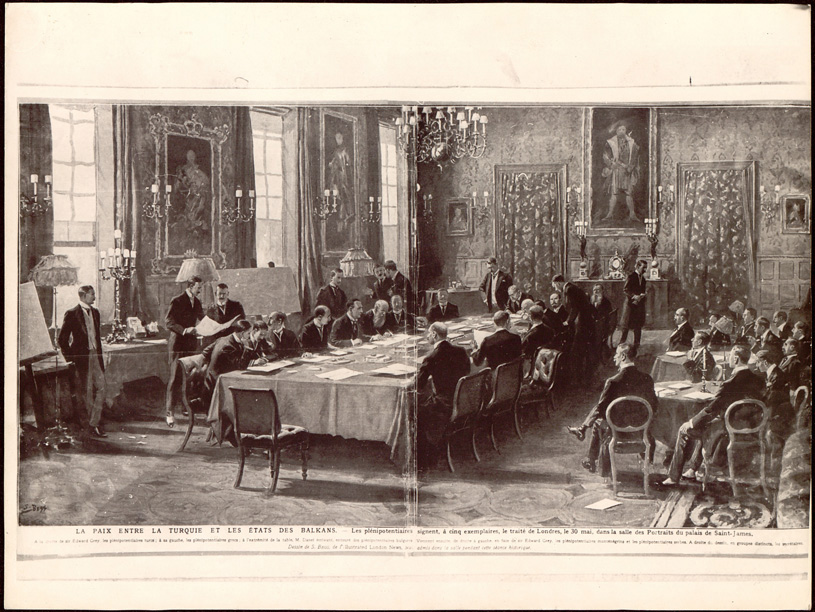
Firma del Trattato di pace il 30 maggio 1913

A seguito delle decisioni prese e a causa delle pressioni della Grecia e della Serbia, metà del territorio rivendicato dallo Stato albanese di recente istituzione, che escludeva tra il 30% e il 40% della popolazione albanese totale, fu escluso dal Principato d'Albania di recente costituzione. In particolare il Vilayet del Kosovo fu dato alla Serbia, e Ciamuria e Ioannina alla Grecia.
Una commissione speciale di confine venne inviata per delineare il confine greco-albanese. Tuttavia, non potendo delineare l'area su base etnografica, ricadde su argomenti economici, strategici e geografici, che portarono alla decisione della Conferenza di Londra di cedere la maggior parte dell'area contesa all'Albania. Questa svolta degli eventi catalizzò una rivolta tra la popolazione greca locale, che dichiarò la Repubblica Autonoma dell'Epiro del Nord.